# Ладера (Калифорнија)
Ладера (енгл. Ladera) насељено је место без административног статуса у америчкој савезној држави Калифорнија.

## Демографија
По попису из 2010. године број становника је 1.426.
| Група             | 2000.    | 2010.         |
| Белци             | 0 (0,0%) | 1.244 (87,2%) |
| Афроамериканци    | 0 (0,0%) | 3 (0,2%)      |
| Азијати           | 0 (0,0%) | 98 (6,9%)     |
| Хиспаноамериканци | 0 (0,0%) | 33 (2,3%)     |
| Укупно            | 0        | 1.426         |